# Lawrence Colburn
Pour les articles homonymes, voir Colburn.
Lawrence Manley Colburn, né le 6 juillet 1949 à Coulee Dam (État de Washington) et mort le 13 décembre 2016 à Canton (Géorgie), est un militaire américain pendant la guerre du Viêt Nam.
À la découverte du massacre de Mỹ Lai perpétré par les Américains, cet équipier d'hélicoptère et ses coéquipiers (Hugh Thompson, Jr. et Glenn Andreotta) interviennent pour tenter de mettre fin à ce massacre.